# Ofaiston monandrum
Ofaiston monandrum är en amarantväxtart som först beskrevs av Pall., och fick sitt nu gällande namn av Horace Bénédict Alfred Moquin-Tandon. Ofaiston monandrum ingår i släktet Ofaiston och familjen amarantväxter. Inga underarter finns listade i Catalogue of Life.